# 喜多野清一
喜多野 清一（きたの せいいち、1900年5月27日 - 1982年12月20日）は、日本の社会学者。文学博士（東北大学）。専門は、農村社会学。弟子に正岡寛司他。

## 人物
和歌山県西牟婁郡田辺町（田辺市）出身。1921年、第三高等学校卒業。1925年、東京帝国大学文学部社会学科卒業。法政大学予科専任講師。1927年、東京帝国大学大学院（旧制）退学（指導教授:戸田貞三）。1933年、法政大学文学部専任講師。1942年、日本社会学会理事。仙台高等実務学校（仙台法経専門学校）副校長。1946年、連合国軍最高司令官総司令部民間情報教育局顧問。1948年、九州大学法文学部教授。1949年、同文学部教授。1949年、同産業労働研究所教授。1956年、大阪大学文学部教授。1958年、家庭裁判所調査官試験委員。1960年、大阪大学評議員。1961年、東北大学にて「同族の社会学的研究」で文学博士受く。1964年、大阪大学停年退官、同名誉教授。早稲田大学文学部教授。1971年、早稲田大学定年退職。駒澤大学大学院文学研究科教授。1982年、教授在職中に逝去。

## 著書
- 『家と同族の基礎理論』未来社　1976

## 共編著
- 『日本農村社会調査法』鈴木栄太郎共著　国立書院　1948
- 『農村社会調査』鈴木栄太郎共著　時潮社　1952
- 『家 その構造分析』岡田謙共編　創文社　1959
- 『農山村開発論』安達生恒,山本陽三共編　御茶の水書房　1974
- 『家族・親族・村落』編　早稲田大学出版部　1983

## 翻訳
- エンゲルス『老戦友に与ふ ベツカーへの「忘れられた手紙」』小宮義孝共訳　叢文閣　1927
- エンゲルス『原始基督教史考』岩波文庫 1929
- D.H.カルプ『南支那の村落生活 家族主義の社会学』及川宏共訳　生活社　1942

## 記念論集
- 『村落構造と親族組織』喜多野清一博士古稀記念論文集編集委員会編　未来社　1973

## 註
1. ↑  「追悼喜多野清一博士」『駒沢社会学研究　16巻』駒澤大学文学部社会学研究室、1984.3、p6
2. ↑  安藤喜久雄「喜多野清一先生追悼文」駒沢社会学研究 16, 1-2, 1984-03NAID 110007001543
3. ↑  博論データベース
4. ↑  以上につき、「喜多野清一博士略歴」上掲『村落構造と親族組織』1973.1、p683以下
5. ↑  デジタル版日本人名大辞典